# 蘇爾巴赫河
51°48′41″N 7°43′47″E / 51.811272°N 7.729588°E
蘇爾巴赫河（德語：Suerbach），是德國的河流，位於該國西部，處於北萊茵-威斯特法倫州，屬於韋爾瑟河的右支流，河道全長6.6公里，流域面積5.5平方公里。